# Alte Kapelle (Godshorn)

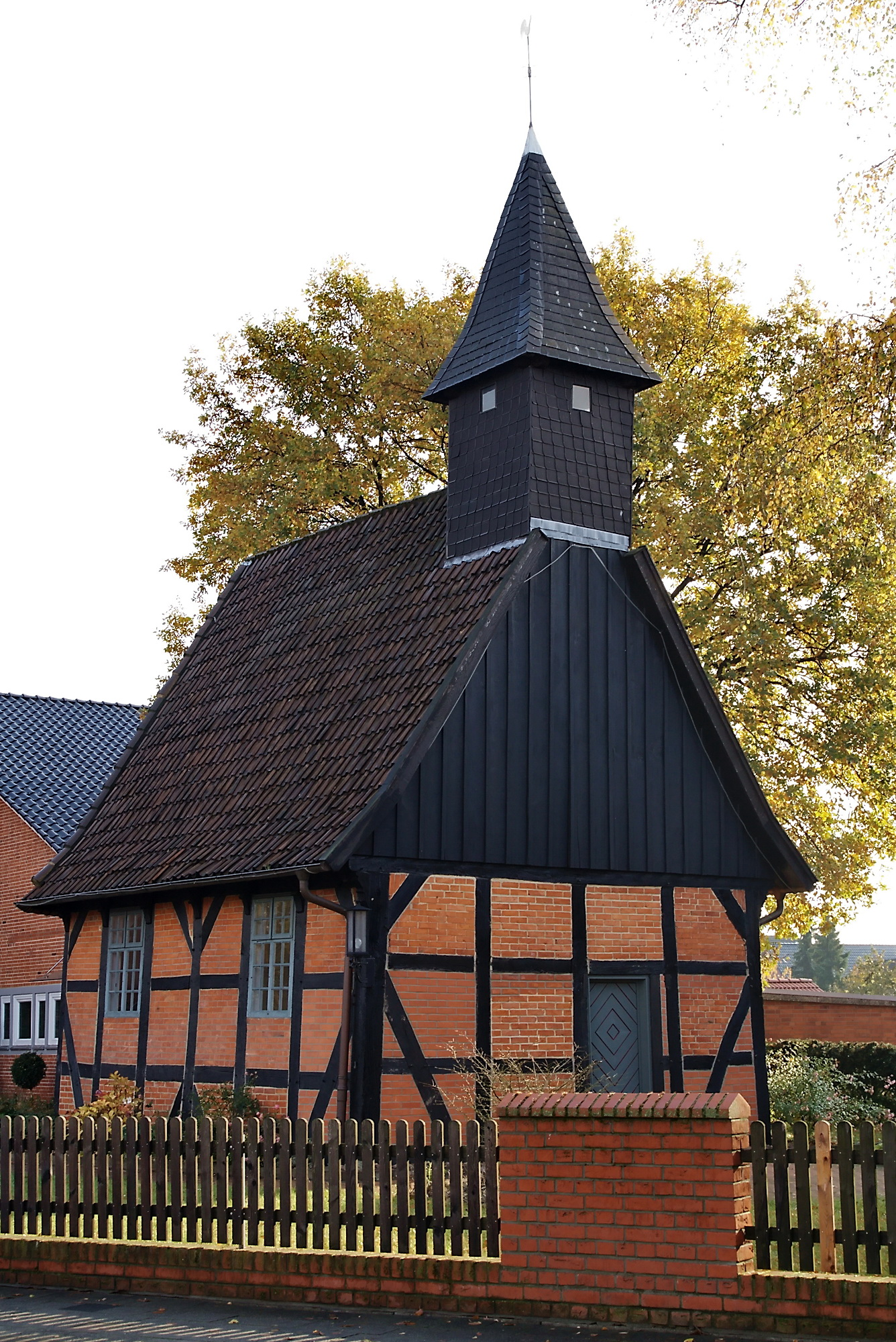
Alte Kapelle Godshorn

Die Alte Kapelle steht in Godshorn, einem Ortsteil der Stadt Langenhagen in der Region Hannover von Niedersachsen. Sie wird von der evangelisch-lutherischen Kirchengemeinde Zum Guten Hirten betreut, die zum Kirchenkreis Burgwedel-Langenhagen im Sprengel Hannover der Evangelisch-lutherischen Landeskirche Hannovers gehört.

## Beschreibung
Die jetzige Kapelle, eine mit Backsteinen ausgefachte Fachwerkkirche in Ständerbauweise, ersetzte 1746 den Vorgängerbau von 1485. Aus dem Satteldach des Kirchenschiffs erhebt sich im Westen ein schiefergedeckter Dachreiter. Der Abschluss des Chors im Osten ist dreiseitig.
Der Innenraum wird von einer Holzbalkendecke überspannt. Zur Kirchenausstattung gehört eine Mensa, die aus dem Grabstein eines 1584 verstorbenen Pastors besteht. Ein Vortragekreuz stammt aus der Zeit um 1450, die Statue eines Apostels und die Darstellung der Anna selbdritt stammen aus der Zeit um 1600. Die 1903 von P. Furtwängler & Hammer für die Aegidienkirche in Hannover gebaute Orgel mit vier Registern, zwei Manualen und einem Pedal wurde 1953 in die Kapelle umgesetzt und 2002 restauriert.
Am 8. September 2002 wurde die vollständig restaurierte Kapelle erneut eingeweiht.